# VTB Arena
VTB Arena é um estádio planejado e multi-uso localizado  em Moscou, Rússia.

## História
O antigo Estádio Dínamo foi fechado para demolição, em 2008, e o novo VTB Arena foi construída em seu lugar. O design final do novo estádio foi feito por David de Manica MANICA Arquitetura, e a construção está prevista para ser concluída em 2017. O projeto está previsto para ser chamado VTB Arena, mas VTB Bank está actualmente a tentar vender o naming rights. O futebol, o estádio terá capacidade de 27.000, que pode ser ajustada até 45.000, ou para baixo, para um valor não revelado número, enquanto o interior arena vai ter uma base, capacidade de 12.000 que pode ser expandida até 15.000 ou para baixo para outro número não revelado de. O novo complexo também vai incluir um centro comercial e de entretenimento, edifícios de escritórios, edifícios de apartamentos, um hotel de 5 estrelas, e um de 1.600 carro na garagem. O investimento total é estimado em US$1,5 bilhão.

### Design

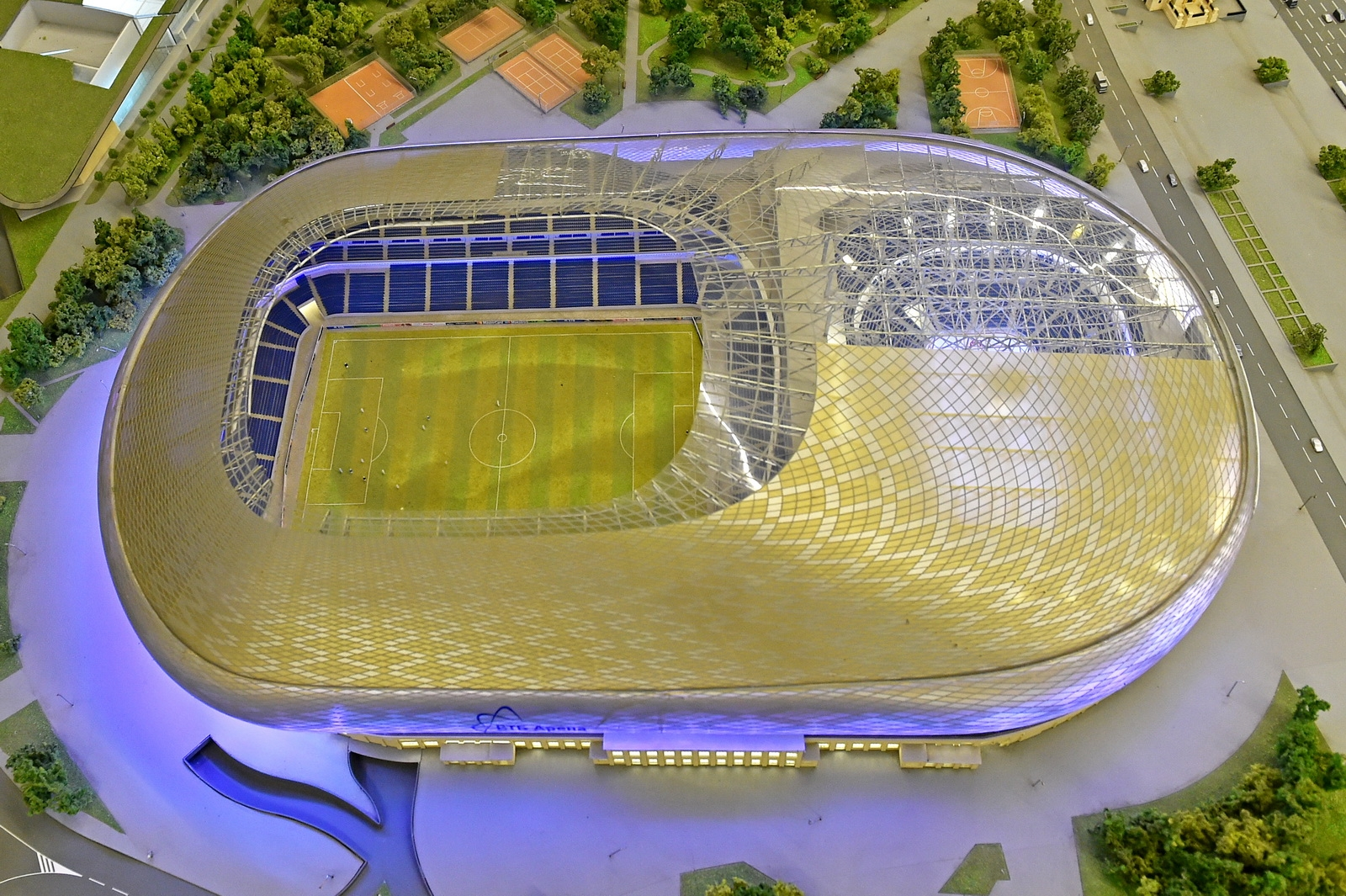
VTB Arena

O VTB Arena do conceito inicial foi desenhado pelo arquiteto holandês Erick van Egeraat, que faz desenhos principalmente para edifícios na Rússia e na Alemanha. Sua visão de que compreende tanto um futebol estádio e um ice hockey arena dentro da bacia do ex - Dínamo Stadion ganhou as autoridades de aprovação. Outros arquitetos que apresentou os seus projetos para o concurso, mas perdeu o lance final, incluído Perkins Eastman, Populosa, e Gerkan, Marg e Parceiros. No entanto, alguns dos elementos da perda de lances podem ainda acabar utilizado no projeto final.
O desenho final foi elaborado pelo escritório norte-Americano de Manica Arquitetura. Como em comparação com o projeto inicial do projeto, o projeto final do projeto perdeu o seu teto retrátil, e alguns fachada de recursos. O público layout também foi objecto de alterações, terminando com duas fileiras de assentos, em vez de três.

### Copa do Mundo da FIFA de 2018
O VTB Arena, o novo estádio de futebol foi incluído na rússia lance para a Copa do Mundo da FIFA de 2018, para, possivelmente, sediar o jogo de abertura, como o Estádio Luzhniki, é definido como palco da final. no Entanto, no final de setembro de 2012, a FIFA anunciou a lista de cidades-sede e locais, o que excluiu VTB Arena da lista de anfitriões. Esta decisão veio como nenhuma surpresa, depois descobriu-se que o Otkrytie Arena estaria pronto antes do VTB Arena, que está sendo colocado em operação já em 2014, ao contrário de 2016, para a Arena VTB.

### 2019 Euroliga Final Four
A Arena VTB novo interior arena foi relatado para ser escolhido para sediar o basquete, Euroliga's final da competição fase, a Euroliga Final Four, em 2019. no Entanto, Euroliga de Basquete não confirmou que este relatório.

### Concertos
Em 27 de dezembro de 2017, o primeiro evento foi oficialmente confirmado para o estádio - o show da banda Imagine Dragons , em 29 de agosto de 2018, como parte de sua Evoluir World Tour. O estádio provavelmente vai hospedar um jogo de futebol antes dessa data, mas os detalhes para que o jogo ainda não foram confirmados no momento.